# 布拉扎布兰特斯
布拉扎布兰特斯是巴西戈亚斯州的一个市镇。总面积123.548平方公里，总人口3096人，人口密度25.1人/平方公里。